# Chiesa di Sant'Antonio Abate all'Esquilino
La chiesa di Sant'Antonio abate all'Esquilino è una chiesa di Roma, nel rione Esquilino, in via Carlo Alberto.

## Storia

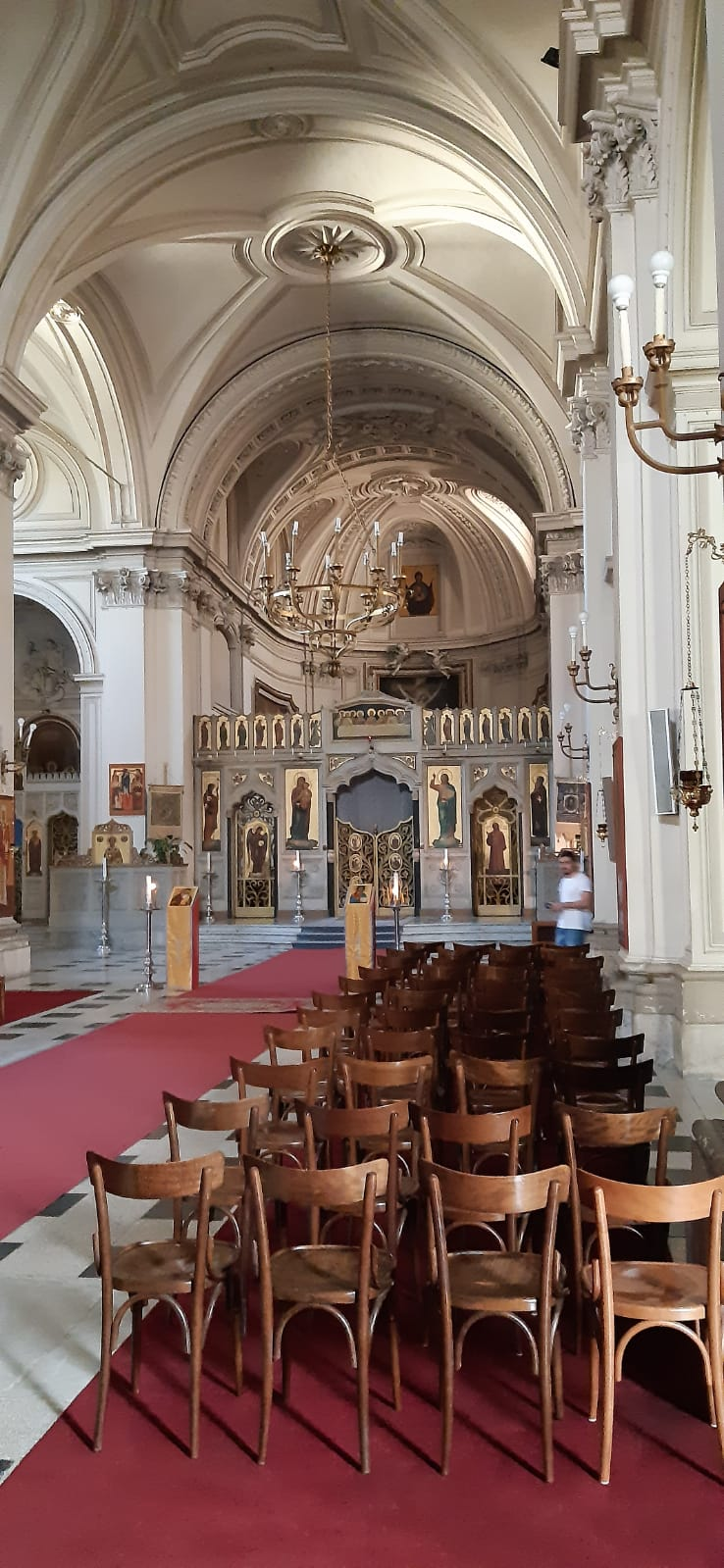
L'interno, con l'iconostasi del pittore russo Gregorio Maltzeff.

Questa chiesa antichissima si trova presso la Basilica di Santa Maria Maggiore. Aveva annesso un ospedale, precedente la nostra chiesa e costruito nella seconda metà del XIII secolo, per la cura degli ammalati del cosiddetto “fuoco di sant'Antonio”.
L'Armellini riporta questa curiosità relativa all'ospedale:
(Armellini, op. cit., p. 814)
La chiesa fu costruita nel 1308, in sostituzione di una preesistente e chiamata Sant’Andrea cata barbara (del V secolo); fu poi riedificata nel 1481 da Papa Sisto IV, e subì ulteriori restauri interni nel Settecento. La facciata invece, opera di Antonio Muñoz, risale ai lavori di ripristino della chiesa nella prima metà del XX secolo (poiché era stata abbandonata dopo l'Unità d'Italia): il portale romanico inserito nella facciata è tutto ciò che rimane dell'antico ospedale. L'iscrizione sopra di esso ricorda la fondazione dell'ospedale voluta dal cardinal Pietro Capocci.
Nel 1928 la chiesa e le sue adiacenze furono acquistate dalla Santa Sede; la chiesa fu assegnata ai cattolici russi di rito bizantino, mentre gli edifici annessi furono trasformati nel Pontificio Collegio Russicum, centro di studi russi ed orientali.
Oggi si accede alla chiesa tramite una doppia rampa di scale, costruite dopo il 1870, quando enormi sbancamenti di terreno portarono all'abbassamento del livello della via Carlo Alberto. Invece prima la chiesa dava su una grande piazza, dove il 17 gennaio, giorno della festa di sant'Antonio, si svolgeva la consueta e celebre benedizione degli animali.

## Arte
L'interno si presenta a croce latina con tre navate coperte da volte a crociera con un'abside profonda.
Opere importanti all'interno della chiesa sono:
- Nel tamburo della cupola vi sono affreschi di Nicolò Circignani (1585);
- nell'abside una Crocifissione di Giovanni Odazzi,
- iconostasi con dipinti del pittore russo Gregorio Maltzeff nell'abside e nelle cappelle laterali;
- nella parete della navata sinistra sono stati murati frammenti di bassorilievi, trovati durante i restauri del XX secolo, appartenenti all'antica chiesa di Sant'Andrea cata barbara e databili tra il IX ed il X secolo.
- la Cappella di Santa Teresa, opera di Domenico Fontana del 1583, con stucchi settecenteschi, ora dedicata ai Santi Cirillo e Metodio.